# Опсада Скадра (1912—1913)
Опсада Скадра (тур. İşkodra Kuşatması, алб. Rrethimi i Shkodrës) била је битка у Првом балканском рату у којој је Војска Краљевине Црне Горе, након неколико неуспјешних покушаја и уз помоћ Војске Краљевине Србије, накратко преузела османско утврђење Скадар у данашњој сјеверној Албанији.
Војска Краљевине Црне Горе је убрзо, под аустроугарским и италијанским притиском, била приморана да се повуче из Скадра, који је припао новоформираној Албанији. План краља Николе и његових војсковођа је био да се Скадар заузме на препад. Али, напредовање војске, првенствено због конфигурације терена је било споро те је пред град дошла тек 28. октобра. Напад је успорио и четвородневни одмор у Цијевни и Тузима након ослобађања ових мјеста. То је отоманским снагама дало доста времена да организују одбрану. Снаге Краљевине Црне Горе нису успјеле у потпуности опколити град, тако да је под отоманском контролом остао пут за Драч, одакле су стизала појачања за турски гарнизон смјештен у самом Скадру.
Приморски кор је формиран крајем фебруара 1913. године, а на положаје око Скадра дошао је тек крајем марта. Међутим, њихово садејство са снагама краља Николе трајало је тек неколико дана, јер ће се комплетне српске трупе под притиском великих сила повући са положаја које су до тада ослободили.
Двије војске изгубиле су око 10.000 војника током опсаде Скадра. Есад паша је крајем априла предао кључеве града, а већ у мају на захтјев великих сила Скадар је препуштен Албанији.

## Политичка ситуација
Прије самог почетка балканских ратова краљ Никола је увелико помагао албанска католичка племена која су се сукобљавала са турским властима и војском. Та помоћ се огледала и у давању уточишта у Црној Гори. Војска Краљевине Црне Горе одмах након преласка границе, пошто је Зетски одред већ заузео утврђени рејон Тузи, започиње опсаду Скадра. Цетињски вјесник о овој опсади доноси вијест и између осталог говори:
Црногорци отпочинуће у гордоме Скадру, на огњиштима старих српских краљева.— Цетињски вјесник
Када је на Лондонској конференцији одлучено да се образује албанска држава, паралелно са опсадом, почели су тајни преговори са Есад-пашом Топтанијем о могућој предаји Скадра, у замјену за подршку његовом устоличењу за краља Албаније као и одређену финансијску накнаду због материјалних губитака у Тирани гдје се налазила његова имовина.

## Почетне борбе
Након доласка Војске Краљевине Црне Горе у подножје Скадра већ на самом почетку борби, војска је постигла велики успјех заузимањем скадарског утврђења Велики Бардањолт. Ово утврђење је 15. октобра по старом календару, то јесте 28. октобра по новом 1912. године заузела Вучедолска бригада, али се, међутим, због непријатељских силовитих противудара, утврђење није могло задржати. На иницијативу Краља Николе, Приморски одред Војске Краљевине Србије, који се налазио на подручју Албаније, укључио се у борбене активности око опсаде Скадра. Сусрет краља Николе и пуковника Дамјана Поповића, команданта Приморског одреда и даље заједничко дејство двије војске под краљевом командом, официрима из Србије највише је могло наликовати повратку под власт књаза Милоша, што би подразумијевало мање модерних генералштабних наука, а више политичких и ратних лукавстава и животних промишљања, карактеристичних за политичко насљеђе друштва Црне Горе. Изузетно тежак удар за Војску Краљевине Црне Горе, која је до тада дјеловала са претпоставком да је брзом акцијом, прије прикупљања непријатељских трупа, било могуће заузети Скадар, била је смјена бригадира Блажа Бошковића у вријеме када су операције већ почеле, са мјеста команданта Зетског одреда и постављење престолонасљедника Данила на његово место, као и неразјашњена Бошковићева смрт, коме је и син погинуо у борбама за Скадар, не знајући за очеву смрт.
Трупе Краљевине Србије, које су биле под командом пуковника Дамјана Поповића, у чијем саставу је био и црногорски одред командира Луке Гојнића прво су освојиле положај Бушати, то јесте острво у мочвари, сједиште бегова, односно паша Бушатлија. Зетски одред Војске Краљевине Црне Горе 7. фебруара 1913. године истовремено напада Велики Бардањолт у три колоне — прва, Мјешовитом бригадом под командом бригадира Милутина Вучинића, друга колона, Васојевићком бригадом, под командом бригадира Радомира Вешовића и Мјешовитом бригадом под комадном војводе Ђура Петровића. Пиперски батаљон Мјешовите бригаде постигао је значајан успјех заузимањем Муселимове главице. Губици свих колона су били велики, а према прикупљеним подацима пострадало је укупно око 3000 људи, док су губици на османској страни износили око 1.000—1.500 војника.
Црногорци нису умели и нису хтели да се чувају. Нису економисали својим животом и својом крвљу.— Јаша Томић
Из црногорске Врховне команде, Поповићу стиже депеша да Зетски одред трпи велике губитке и да се предузме напад на Брдицу. Поповић се одлучио на ноћни напад. Пошто су се кретали по дубоком блату, мраку и без могућности успостављања везе између колона, сагледавши утврђење и четвороструке редове бодљикаве жице, команданти колона су доставили извјештаје Поповићу да је потребно одложити напад. Десна колона из још увијек нејасних разлога није примила Поповићево наређење о одлагању напада. У 4 сата ујутро зачуо се трубни знак и трупе су кренуле у јуриш. Бодљикава жица је исјечена на осам мјеста, али су просјеци били веома уски.
Србијанци су се борили као лавови, просјекли су жице и упали унутра, али их је тамо дочекала ужасна ватра. У несрећном нападу на Брдицу, који је још остао необјашњен, ноћу између 25. и 26. јануара 1913. године, овај батаљон (4. батаљон 11. пешадијског пука Карађорђа) љуто је пострадао, јер су се и официри и војници борили до последњег човека да не осрамоте име пука Оца Србије, хероја Тополскога, Карађорђа. Резултат њиховог ненадмашног јунаштва је био да су после ове борбе од 15 официра остала само двојица, а од преко 1000 војника и подофицира једва 150 живих сенки. Батаљон је наишао на курјачке рупе и жице и ту је уништен— Извјештај једног од команданата војске Краљевине Црне Горе
Истог дана 8. фебруара, увече, у Поповићеву команду је стигла вијест од краља Николе да је Зетски одред успио да заузме Велики Бардањолт и положаје око Малог Бардањолта. Губици Зетског и Приморског одреда износили су, према процјенама, неколико хиљада људи.

### Приморски кор
Након ових дешавања, политички и војни представници двије државе, постигли су сагласност да заповједништво над цијелим трупама пређе на србијанску страну, односно на једну личност, генерала Петра Бојовића, који је постављен за команданта заједничког Приморског кора. Новооснованом Приморском кору пристигле су свјеже јединице, артиљерија, опсадни дивизион са хаубицама и војна авијација. Било је предвиђено да стигне више од 30.000 војника из Србије, 41 топ, 20 митраљеза и 4 авиона, као и два аутомобила за команду. Руски император Николај  је послао велику количину хране и 8 топова. Војска Приморског кора је убрзано радила на организацији цијелог терена око Скадра, укључујући и просијецање, изградњу и оправку путева, постављање понтонских мостова, изградњу телеграфских комуникација, изградњу објеката, положаја за коморе, ратни материјал, складиште хране. Код села Барбалуши изграђен је и војни аеродром са хангарима. Трупе су из Србије пребациване жељезницом и углавном грчким бродовима. До времена међународне блокаде мора, прикупљено је укупно 45.000 војника (28.000 црногорских и 17.000 србијанских), што је било недовољно за освајање Скадра чији гарнизон је бројао око 26.000 људи.
За све официре, подофицире и војнике обје братске војске спојене у Приморски кор Високом наредбом Њ. В. Краља Николе I од 21. овог мјесеца службено, стављена је под моју команду сва  војска Краљевине Црне Горе око Скадра, према чему је и она ушла у састав Приморског кора. Удостојен те велике части да командујем Приморским кором овако састављеним из обију братских војски, а у овом историски - знаменитом тренутку - моја прва ријеч и поздрав који упућујем официрима, подофицирима и војницима овога кора, јесте: Јунаци, Ви сте досадашњом храброшћу и побједама осветили Косово и задивили цио свијет; с вама се дичи и поноси српство; на вас и на Скадар су сада управљене очи и наде цијелог српства; Скадар је последња тачка коју још држе последњи остаци разломљене турске царевине; Ви имате, јунаци, да учините још један и последњи снажни напор, па да ништите и последње остатке турске силе на Балкану и да овладате гордим Скадром. Ја сам тврдо убијеђен да ћете ви и сада савјесно и јуначки вршити своју дужност као и до сада и да удруженој нашој братској снази и храбрости неће моћи одољети скадарска посада, него ћемо је у име Бога побиједити и Скадар заузети. — Петар Бојовић

### Поморске снаге и авијација
Турска ратна крстарица Хамидија која је конструисана у Уједињеном Краљевству, под командом Рауфа Орбаја, будућег адмирала и турског предсједника владе, успјела је да прође поред грчке блокаде и да изврши нападе на грчку морнарицу, да би почетком фебруара под заставом Аустроугарске прошла Отран и ушла у Јадранско море. Хамидија је започела бомбардовање Драча 11. марта прије подне, да би се потом упутила према Медови, гдје је отпочела са гађањем бродова који су убрзано вршили искрцавање трупа и материјала. Код Драча се тада одиграла прва српска поморска битка. Са грчког брода Трифилија, два подофицира, поднаредници Марко и Вукашин Трифуновић, којима је помагао капетан брода Глигориос Номикос, узвратила су паљбом из неискрцаних топова и оштетила прамац Хамидије, због чега је она морала да узмакне. Хамидија се повукла иза рта, али је одатле гађала и потопила два брода и једну црногорску једрилицу. Током ове поморске битке погинуло је 77 војника, међу њима и млади пјесник, потпоручник Сава Л. Радовановић. Поред прве битке српске морнарице, појава авиона над Скадром изазвала је одушевљење обје војске, а панику у турском гарнизону под опсадом, чиме су и српски авиони први пут били на борбеним задацима. Боравак цјелокупне српске војске у Албанији обиљежили су први борбени летови српске авијације, а и први у историји ратовања. Летења су почела 7. марта. На првом лету страдао је Михаило Петровић, први српски пилот, са летачком лиценцом бр. 1, кога је јак удар вјетра, при повратку са извиђања, на 1.200 m избацио из авиона, јер није био везан, 20. марта 1913.

## Независна Албанија
Независна Албанија је термин који се односи на период осамостаљења Албаније од Османског царства, у коме су вођени Балкански ратови, а одређени дијелови данашње Албаније ослобођени и припојени Краљевини Црној Гори и Краљевини Србији. Независна Албанија је била непризната држава основана у Валони 28. новембра 1912. године. Скупштина је конституисана истог дана, док су влада и сенат основани 4. децембра 1912. Представници Албаније су доставили меморандум на Лондонској конференцији захтијевајући међународно признање независности Албаније. На почетку конференције одлучено је да област Албанија буде под османским сизеренством, али са аутономном влашћу. Захтјев Албаније за међународно признање био је одбијен и мир је потписан 30. маја 1913. дијелећи велики дио Албаније између Србије, Црне Горе и Грчке, остављајући територију Албаније сведену на средишњу Албанију која је била под контролом велесила. Независна Албанија, је први облик државности над територијом данашње Албаније, створен од стране локалног муслиманског становништва у модерном времену.

## Драчки округ
Драчки Округ је био један од привремених округа Краљевине Србије основан 29. новембра 1912. године, на дијелу територије ослобођене од Османског царства, данашње територије Албаније. У Драчу је основан округ, а у Тирани, Елбасану и Љешу срезови. У Орошу, средишту католичких Мирдита, и у области Дукађин такође је успостављена управа. 
Само један дан пошто је 28. новембра 1912. Исмаиљ Кемал Влора уз подршку Аустроугарске у Валони прогласио независну Албанију, српске претходнице ушле су у Драч. Велика лука дошла је без отпора под власт Краљевине Србије. Драч је ослобођен без великих борби 29. новембра, а локално православно становништво на челу са свештеником Јованом, епископом православне цркве из Драча је ослободиоцима пружило велику и топлу добродошлицу. Одмах по ослобођењу Драча су успостављени органи нове власти као што су политичка администрација Драчког округа и самог Драча и полицијске снаге те команда војске. Први начелник Драчког Округа је био дипломата Иван Иванић а његова супруга Делфа, позната као један од оснивача Кола српских сестара је управљала болницом у Драчу. Први градоначелник Драча је био Петар Ђурашковић из Драча, а за чланове одбора су именовани Христос Спиру, имам Хусеин Ефендија и Филип Серић. Када је Војска Краљевине Србије ослободила дио територије Османског царства током 1912. Драгутин Анастасијевић је био преводилац за грчки језик, али је касније постављен на позицију начелника Драчког округа умјесто Ивана Иванића.
Српска власт у Албанији почела је временом да се суочава с великим тешкоћама. Мир становништва морао је да буде издашно плаћан. Дјеловање аустроугарских агената и бегова оданих султану чинило је ионако лоше путеве несигурним. Током неколико дана уништене су усамљене станице, које су бранили малобројни српски војници. Убрзо након што је Краљевина Србија ослободила Драч, велике силе су одлучиле од он припадне Кнежевини Албанији. Војска Краљевине Србије је приморана на повлачење из Драча у априлу 1913. Војска Краљевине Србије се под притиском европских сила повукла из Драча у априлу 1913, да би се коначно повукла са територије међународно признате Албаније 25. октобра 1913. Опозиционар Димитрије Туцовић је тада упозоравао српску јавност да је освајачки упад у Албанију уродио огорчењем албанског народа према Србији. Прије него што се војска повукла, један одбор жена из Драча послао је телеграме руској царици и британској краљици, молећи да овај град остане у саставу Краљевине Србије. Одбор је писао у име 524 жене Драча — већине његових становница.

## Ослобађање Једрена
Послије темељних двомјесечних припрема, 24. марта 1913. године, је почела тродневна битка савезничких армија за освајања Једрена. Цијелог тог дана артиљеријска ватра савезника цио дан бомбардовала Једрене са свих страна осим са истока, како би обманули непријатеља. Сутрадан је почео пјешадијски напад у 3 часа ујутру са сјеверног, јужног и западног сектора. Тимочка дивизија је тога дана постигла највећи успјех. Без подршке артиљерије је заузела цио сјеверни сектор непријатеља за само 45 минута, чиме је навукла највећи дио једренске тврђавске артиљерије. С друге стране Турци су сломили нападе савезничких снага на западном и јужном сектору. Бугарске трупе на источном сектору су почеле напад сат времена касније и непримјетно се привукле турским предњим положајима. Тада је 228 артиљеријских оруђа десет минута пуцало на турске положаје, чиме су ућуткали турску артиљерију и порушили све казамате. Турци немоћни пред шрапнелском ватром су почели да напуштају положаје прије напада бугарске пјешадије.
У 5:30 часова, Степановић је наредио србијанским трупама да крену у одсудан напад у линију фронта, како би олакшали дејствовање бугарских трупа на источном сектору, који је пао око 8 часова. Већ у 8:30 часова двојица турских официра дошла су код 20. пука ради преговора о предаји по налогу Шукри-паше. Пошто није добио одговор послао је свог ађутанта у 20. пук с поруком да Шукри-паша жели да о предаји преговара са генералом Степановићем. Степановић је одговорио како он није овлашћен од стране команданта да води преговоре и да за то треба да се обрати генералу Иванову. У међувремену Тимочка дивизија је заузела линију форова, а Дунавска дивизија Папас-тепе. Генерал Степановић се кретао иза предњих дунавских пукова, и у 11 часова био на Бекчитепе, недалеко од Мараша, који је заузео 4. прекобројни пук. у 11,30 часова бугарски официри су дошли у штаб Шукри-паше и он се предао генералу Иванову у 12,15 часова, али се вратио по својој жељи у фор Хадурлук, гдје су га заробиле сат касније српске трупе, под командом мајора Милована Гавриловића 13. марта 1913.

## Припреме за ослобађање Скадра
Повољна војна ситуација по обје војске, довела је до пада утврђеног града Једрена, који је од Османског царства ослобођен 26. марта, што је између осталог у великој мјери, утицало је и на слабљење морала турског гарнизона у Скадру. Упркос притиску великих сила, краљ Никола одлучује да настави започете операције, и уз појачавање трупа и војног наоружања покреће коначни напад на Скадар, на још неосвојени Тарабош.
Град ће ускоро бити окружен, али овај град неће пасти у руке Црногораца. Скадар је наша судбина или наш гроб, али не и наша срамота. Данас имамо пет хиљада војника, али више од 20 хиљада других нам долази у помоћ. Од данас почиње очајничка битка, за коју нико од нас не зна колико ће трајати.— Хасан Риза-паша
Цетињски вјесник је пренио да папа моли Лондон, Берлин и Беч да Скадар припадне Албанији „за муслиманску Албанију, а против православне, српске Црне Горе”, што ускоро демантује примас српски са хиљадугодишњим сједиштем у Бару др Никола Добречић. Напад на утврђење Велики Тарабош водио је Приморски одред уз црногорску и србијанску артиљерију, под командом бригадира Мартиновића 31. марта, чији је шеф генералштаба, командир Павле Пламенац, предложио образовање батаљона од 600 одабраних људи, којим би лично предводио први ред напада на утврђење преко бодљикавих жица, такозвани Батаљон смрти. Батаљон је у силовитом јуришу успио да искида два реда бодљикавих жица. Пламенац се у критичном тренутку ставио на чело батаљона, али је послије неколико корака пао смртно погођен. Записано је да турски послужиоци митраљеза нису престајали да пуцају ни када су бајонети већ били пред њиховим грудима. Освојена су два шанца и отета два митраљеза, али трећи ред жица ширине 12 m није могао бити пробијен.
Уочи предаје Скадра генерал Бојовић је добио депешу из Београда да Русија и велике силе траже прекид опсаде Скадра. Император Николај је у поруци краљу Николи, озбиљно замјерио што не слуша његове савјете. Од краља Николе је захтијевао да под сваку цијену прекине опсаду Скадра, и да неће дозволити да се Русија увуче у рат. Русија увидјевши да нема контролу над краљем Николом покушала је да преко посланика Хартвига савјетује краља Петра да повуче војску испод Скадра, што је тема сједнице министарског савјета одржане 22. априла. Долази до потпуне блокаде обале. Руска влада издаје званично саопштење о држању Црне Горе у скадарској кризи. Указује да краљ Никола није послушао савјете да одустане од својих личних погледа и да ће Црногорци бити осуђени на бескорисне жртве. У то вријеме, посредством министра Петра Пламенца, оца Јована Пламенца, увелико трају преговори са Есад-пашом о предаји града. Пламенац је у преговорима са Есад-пашом, у великој мјери играо на карту албанског трона, што је прижељкивао и сам Есад-паша чији су рођаци већ агитовали за њега, као будућег краља Албаније.
Краљ Никола се није много обазирао на ријечи руског владара, као ни на упуте које је давао Министарски савјет Краљевине Србије, већ је због Скадра био спреман чак и на велике уступке Аустроугарској. Петар Бојовић увидјевши да краљ Никола неће одустати од Скадра, није био спреман за напад, а министарском савјету у Београду је поручио да ће се србијанске трупе наћи у незавидном моралном положају ако црногорске крену у напад. Скадар је био утврђен двема одбрамбеним линијама. Прву одбрамбену линију чинили су Тарабош, Брдица, Бардањолт и Штој, а другу утврђења Малог Тарабоша, Тепе и Малог Бардањолта. На свим тим положајима биле су подигнута пољска утврђења с опкопима урезаним у камену и с бодљикавом жицом у 6—12 редова.

## Ослобађање Скадра
Министарски савјет Краљевине Црне Горе је, упркос забранама упућеним од стране великих сила, молби Министарског савјета Краљевине Србије, одлучила да се Скадар мора ослободити, па је тако већ 14. априла наређено опште бомбардовање Скадра, које траје наредна четири дана. Паралелно с тиме, с Есад-пашом Топтанијем вођени су преговори о предаји. Већ 21. априла, Есад-паша је изнио службене услове предаје Црној Гори. Два дана касније, на Скадарском језеру, потписан је споразум о предаји Скадра. Сутрадан, 24. априла, црногорске трупе, предвођене престолонасљедником Данилом, су ушле у Скадар. Те вечери Есад-паша Топтани свечано је предао кључеве тврђаве принцу Данилу. Есад-паша пропуштен је с почастима и свим наоружањем, осим тешких топова и исплаћено му је 10.000 фунти стерлинга. Тако је сачувао војску и стекао подршку Србије и Црне Горе за проглашење властите албанске државе у деловима неокупираним од савезника, насупрот влади у Валони. Есад-паша је с 25.000 људи под оружјем кренуо ка југу, у Тирану, и тамо се прогласио владарем Албаније. Његове јединице евакуисали су бродови грчке ратне морнарице. Када је Есад-паша прошао кроз капију и по изласку стао пред престолонасљедника Данила коме је предао кључеве града, након чега је, „на историјском Мрњавчевића граду”, спуштена турска, а постављена црногорска застава са двоглавим бијелим орлом. Генерал Јанко Вукотић је наименован за војног, а Петар Пламенац за цивилног гувернера Скадра. Прокламација престолонасљедника Данила становницима Скадра прочитана је 26. априла. Прокламација почиње ријечима о ослобођењу од турског јарма, а јамчи обичаје, вјеру и сигурност. Престолонасљедник Данило је упутио проглас на српском и албанском језику у којем посебно истиче „да су Црна Гора и српски народ увијек поштовали све вероисповјести и давали им слободу”. Један италијански новинар у свом извјештају описује сусрет црногорских и турских војника приликом ослобађања Скадра, и између осталог каже:
Идући према базару, Црногорци се срећу с турским војницима који иду према мосту одакле ће напустити град. Застају и кратко разговарају. Црногорци им нуде бијели хљеб који Турци са захвалношћу примају, а понеки заузврат нуде цигарете. Неки дојучерашњи непријатељи се рукују. Овакве кратке епизоде су се често понављале пред људима који се нису мијешали нити показивали икакве знаке дирнутости. Око поднева су се турски војници у ступцу спустили с Тепеа и коначно напустили град.— Ђино Бери

## Предаја Скадра
Ослобађање Скадра било је кратког вијека. Представници великих сила су 27. априла црногорској влади уручили писани захтјев да се Скадар у најкраћем року евакуише и преда великим силама. Краљ Никола то није хтио да прихвати. Тада је и Русија започела притисак како би се предао Скадар. Под руским притиском предсједник Министарског савјета Краљевине Србије Никола Пашић је 30. априла упутио црногорском Министарском савјет да умјесто Скадра затражи друге територијалне задовољштине. Истовремено, пред обалом су демонстрирале аустроугарска и италијанска флота. Аустроугарска је 3. маја објавила опсадно стање у Босни и Херцеговини. Усљед свих притисака, Краљ Никола је, 4. маја 1913. године пристао да преда Скадар у руке великих сила.
Оваквих мука нијесам имао за свих 50 година моје владавине. Велика је одговорност на мени. Ријешио сам да до краја испијем чашу горчила. Морам попуштити, и Скадар, сан моје младости, напуштити, Скадар овјенчан хиљадама гробова мојих најбољих војника. Скадар, закониту баштину Црне Горе, услов њеног бољег живота.— Краљ Никола I Петровић Његош
По изласку црногорских јединица из Скадра, 14. маја, прекинута је блокада црногорске и албанске обале и тиме је завршен Први балкански рат. У Скадар је ушао одред међународних снага, на челу с вицеадмиралом Бернеом. Међународна управа Скадром је трајала од 5. маја 1913. до избијања Првог свјетског рата. Пола године од почетка Албанског похода, а пар недјеља након предаје Скадра 23. априла 1913. и потпуног престанка побуна, два дана прије него што је Црна Гора морала да напусти Скадар 14. маја посљедњи дијелови српског Приморског кора напустили су Албанију 12. маја 1913.
Након повлачења из Скадра, командант војске Краљевине Црне Горе, сердар Јанко Вукотић је објавио захвалницу војсци сљедећег садржаја:
Похваљује се војска Црне Горе, њен војник и њен старјешински кадар, дивизијари и сваки перјаник поименице и сердар због јуначког, неустрашивог и прегалачког држања на Скадру које нам је залуду било.— Сердар Јанко Вукотић

## Есад-пашина Албанија
Република Централна Албанија је била држава са сједиштем у Драчу основана 16. октобра 1913. године, коју је након повлачења из Скадра основао дотадашњи војни управник Скадра Есад-паша Топтани заједно са већим бројем исламиста земљопосједника. Незадовољан због одлука донијетих на Лондонској амбасадорској конференцији којом је формирана Кнежевина Албанија и именован Вилхелм од Вида за кнеза, Есад-паша је отказао послушност новоформираној кнежевини и 16. октобра 1913. године основао Републику Централну Албанију са пријестоницом у Драчу. Он је имао под својом контролом више хиљада наоружаних војника и жандарма са којима је успјешно одолијевао вишемјесечној црногорској опсади Скадра. Есад-паша је у периоду послије завршетка балканских ратова и повлачења војске Краљевине Србије у августу 1913. године једини у Албанији имао наоружане војне и полицијске одреде уз чију помоћ је обезбјеђивао ред и мир у Албанији. Он је око себе окупио велики број исламиста и земљопосједника који су били уплашени да би влада под контролом великих европских сила, предвиђена одредбама Лондонског уговора о миру, могла да их лиши њихових привилегија и уз њихову подршку прогласио Републику Централну Албанију.
Есад-пашу и Републику Централну Албанију је финансијски подржавала Краљевина Србија која је заузврат очекивала одређене територијалне компензације код Црног Дрима и да се Есад-паша обрачуна са качацима Исе Бољетинца и осталих који су били окупљени око Исмаиља Ћемалија.

## Кнежевина Албанија
Након повлачења цјелокупне српске војске са територије Албаније и предаје Скадра у руке великих сила, приступило се формирању међународно признате државе над територијом данашње Албаније. Кнежевина Албанија је држава коју су Велике силе формирале 29. јула 1913. године на основу одредби Лондонског уговора о миру потписаног 30. маја 1913. године. Преузимање власти над Албанијом је извршено по доласку кнеза Вилхелма од Вида у Албанију, 7. марта 1914.
Током преговора у Лондону, велике силе су све до прољећа 1913. имале намјеру да територија данашње Албаније остане у саставу Османског царства, и евентуално постане потпуно независна тек послије вишегодишњег периода. Када су велике силе увидјеле да је Османско царство дефинитивно изгубило контролу над Македонијом и територијалну везу са Албанијом, постало је јасно да оваква њихова намјера не може лако да се спроведе. Лондонски уговор су, уз сагласност великих сила, потписале чланице Балканског савеза (Краљевина Црна Гора, Краљевина Србија, Краљевина Бугарска и Грчка) са једне стране и Османско царство са друге стране. Одредбама овог уговора је великим силама препуштена одлука о статусу територије која обухвата територију данашње Албаније. На основу овог уговора су велике силе 29. јула 1913. године донијеле одлуку о формирању Кнежевине Албаније и признале њену независност.

## Посљедице и утицај
Заузимање Скадра, отклонило је једину препреку у напредовању Војске Краљевине Црне Горе и Србије у остатку османске Албаније. До новембра 1912. године земља је прогласила независност, али је тек требало да је признају друге државе и велике силе. Војска Краљевине Србије коначно је заузела већину сјеверне и централне Албаније, а зауставила се сјеверно од града Валоне. Поред тога успјели су да опколе остатке Вардарске војске, који су остали у Албанији, али их нису успјели натјерати на предају. Међутим, када се рат завршио, велике силе нису додијелиле град Краљевини Црној Гори, која је био присиљена да војску евакуише у мају 1913. године, у складу с Лондонском конференцијом амбасадора. Повлачење војске убрзала је мала поморска флотила британских и италијанских бродова која су кренули према ријеци Бојани и преко јадранске обале. Међународне мировне снаге из пет земаља — Аустроугарске, Велике Британије, Француске, Италије и Њемачке распоређене су у град и налазиле се ту до почетка Првог свјетског рата.
Албански романописац Ндоц Никај написао је 1913. године историјски роман под насловом Скадар под опсадом (алб. Shkodra e rrethueme). Српски пјесник из Босне и Херцеговине, Алекса Шантић, инспирисан овим војним походом, написао је поему „Есад Паши”.